# دونگی بانگانی
دونگی بانگانی (به صربی: Donji Banjani) یک منطقهٔ مسکونی در صربستان است که در ییگ واقع شده‌است.